# Dipartimento di Flores
Il dipartimento di Flores è uno dei 19 dipartimenti dell'Uruguay.
Il territorio è leggermente collinare con alture che non superano i 150 metri.
Il fiume principale è il Porongos che ha numerosi affluenti.
Il dipartimento assunse fu intitolato all'ex presidente Venancio Flores il 30 dicembre 1885, con la Legge N° 1854.

## Centri principali
| Città           | Popolazione |
| --------------- | ----------- |
| Ismael Cortinas | 1.069       |
| Trinidad        | 20.982      |
| Andresito       | 140         |
| La Casilla      | 93          |
| Area Rural      | 3.730       |